# Casper Ware
Casper Ware (Cerritos, 17 gennaio 1990) è un cestista statunitense, di ruolo playmaker.

## Carriera
Ha giocato con l'Università di Long Beach, con la quale ha avuto nel suo ultimo anno una media di 17,2 punti, 4,4 assist, 1,7 palle rubate e 2,6 rimbalzi a partita.
Non venendo scelto al draft 2012, ha disputato la Summer League con i Detroit Pistons. Nell'agosto 2012 viene ingaggiato dalla Junior Casale, in Legadue. A fine stagione, con una media di 20,6 punti, 4,8 rimbalzi e 3,8 assist, viene eletto MVP del campionato.
Nell'agosto 2013 firma un contratto annuale con la Virtus Bologna, in Serie A, con cui disputa 22 partite in campionato. Il 10 marzo 2014 rescinde il suo contratto con la Virtus.
Il 24 marzo 2014 firma un contratto di 10 giorni con i Philadelphia 76ers, nella NBA. Il 27 marzo 2014, nella sconfitta per 98-120 contro gli Houston Rockets, gioca per 22 minuti, realizzando 7 punti, 2 assist, 2 palle rubate e 1 rimbalzo.

## Palmarès

### Squadra
- Campionato francese: 1

ASVEL: 2015-16
- Coppa di Germania: 1

EWE Baskets Oldenburg: 2015
- VTB United League: 2

CSKA Mosca: 2023-24, 2024-25
- Supercoppa VTB United League: 1

CSKA Mosca: 2024

### Individuale
- MVP Campionato di Legadue: 1

2012-13
- LNB Pro A MVP finali: 1

ASVEL: 2015-16